# Kinderboekenschrijver

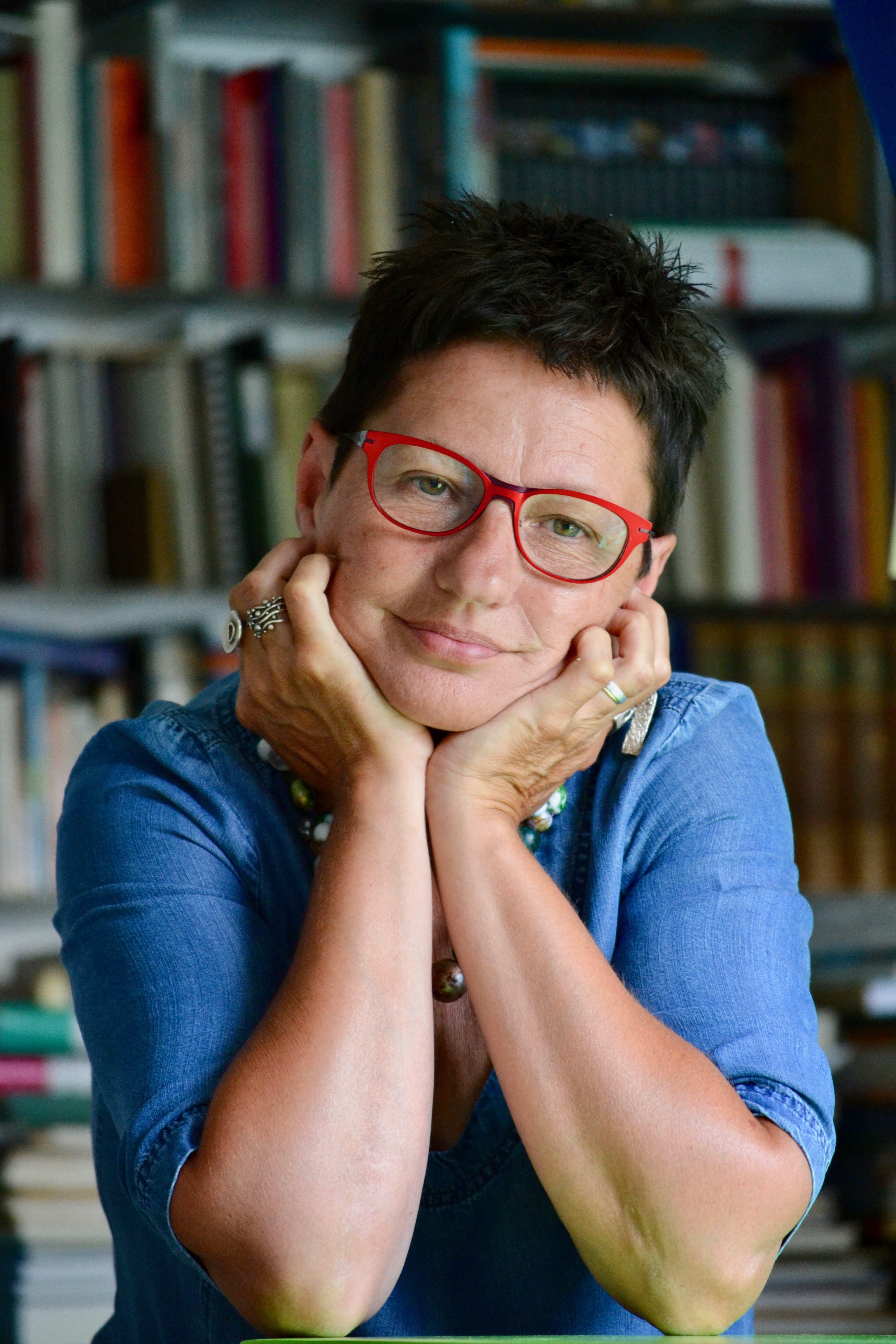
Moniek Vermeulen in 2018

Een kinderboekenschrijver is een schrijver die boeken schrijft voor kinderen (kinderboeken). 
Er zijn kinderboekenschrijvers die boeken schrijven voor kinderen van een bepaalde leeftijdsgroep. Zo zal een kinderboekenschrijver die boeken schrijft voor jonge kinderen minder lange zinnen en makkelijker taalgebruik gebruiken dan kinderboekenschrijvers die boeken schrijven voor oudere kinderen. Ook verschillen de onderwerpen enigszins per leeftijdsgroep. Voor jongere kinderen worden vaak toegankelijker onderwerpen gebruikt dan voor oudere kinderen.